# The Hollywood Reporter
A The Hollywood Reporter egy amerikai digitális és nyomtatott magazin, valamint a hozzá kapcsolódó weboldal, amely a hollywoodi film-, televízió- és szórakoztatóipar híreivel foglalkozik.

## Története
1930-ban alapította William R. „Billy” Wilkerson üzletember filmes szakmai napilapként, majd 2010-ben áttért a heti rendszerességű, nagy formátumú nyomtatott magazinra, ezzel együtt pedig megújult a honlapja is.